# Jason Koumas
Jason Koumas (ur. 25 września 1979 w Wrexham) – walijski piłkarz występujący na pozycji pomocnika w Tranmere Rovers.
W sezonie 2010/11 przebywał na wypożyczeniu w Cardiff City.
Przed sezonem 2013/14 zdecydował się powrócić do profesjonalnego grania po 2-letniej przerwie. 1 sierpnia 2013 roku podpisał 2-letni kontrakt z Tranmere Rovers.